# كريستيان ستيفن
كريستيان كريستيانوفيتش ستيفن (19 يناير (30) 1781، 30 أبريل 1863) (بالروسية: Христиан Христианович Стевен) هو عالم نبات وعالم حشرات روسي.
كان يطلق عليه «نسطور علم النبات».

## مسيرته
درس ستيفن الطب في جامعة سانت بطرسبرغ قبل العمل في مركز لإنتاج الحرير في القوقاز حيث بدأ كمساعد، ثم أصبح مفتشا سنة 1806.
في عام 1812، شارك في إنشاء حديقة نيكيتكي النباتية في نيكيتا في شبه جزيرة القرم، والتي أدراها منذ سنة 1824.
في عام 1815، انتُخِب عضوا مناظرا في الأكاديمية الملكية السويدية للعلوم.